# Завичајни музеј Хомоља
Завичајни музеј Хомоља је институција културе основана 1. јануара 2017. године у Жагубици.
Сталну поставку музеја чине скулптуре академског вајара Светомира Арсића Басаре, археолошка изложба „Рановизантијски период у околини Жагубице” и историјско–етнолошка изложба „Хомоље – остаци прошлости”.
Завичајни музеј Хомоља у Жагубици једном месечно организује и гостујуће изложбе из целе Србије. На сајту музеја се могу погледати фотографије и виртуалне туре сталних изложбених поставки и свих гостујућих изложби које су биле постављене у музеју.
Музеј се може посетити сваког радног дана од 7 до 15 часова, а улаз је слободан.